# کجیران
کجیران روستایی از توابع شهرستان طالقان در استان البرز ایران است.وداری طبیعتی بکر است اماکن مذهبی گردشگری باغات کوهستانی از ویژگی های این روستا هست و به ماسوله طالقان معروف است

## جمعیت
این روستا در بخش پایین طالقان قرار دارد و براساس سرشماری مرکز آمار ایران سرشماری عمومی نفوس و مسکن در سال ۱۳۹۵، جمعیت آن ۱۸۹ نفر (۳۱خانوار) بوده‌است.

## زبان گفتاری
مردم روستای کجیران تات‌زبان هستند.